# DDR-Meisterschaften im Gewichtheben 1951
Die 3. DDR-Meisterschaften im Gewichtheben fanden am 7. und 8. Juli 1951 in Artern statt. Gewertet wurde (zum einzigen Mal in der Geschichte der DDR-Meisterschaften) das Mehrkampfergebnis im Vierkampf aus einarmigem Reißen sowie beidarmigem Reißen, Stoßen und Drücken.

## Medaillengewinner
| Disziplin                          | Gold                                    | Gold     | Silber                                  | Silber   | Bronze                                | Bronze   |
| ---------------------------------- | --------------------------------------- | -------- | --------------------------------------- | -------- | ------------------------------------- | -------- |
| Bantamgewicht (bis 56 kg)          | Franz Frank (BSG Einheit Stralsund)     | 307,5 kg | Fritz Urban (BSG MAS Heldrungen)        | 297,5 kg | Kurt Kitze (BSG Turbine Leipzig)      | 287,5 kg |
| Federgewicht (bis 60 kg)           | Heinz Kretzschmar (BSG Chemie Chemnitz) | 312,5 kg | Erwin Hepprich (BSG Fortschritt Calbe)  | 307,5 kg | Günter Sachmann (BSG Stahl Artern)    | 282,5 kg |
| Leichtgewicht (bis 67,5 kg)        | Gerhard Schulze (BSG Chemie Meißen)     | 342,5 kg | Fritz Jakubzyk (BSG Stahl Artern)       | 332,5 kg | Kurt Erdmann (BSG Motor Suhl)         | 325,0 kg |
| Mittelgewicht (bis 75 kg)          | Helmuth Unrein (BSG Einheit Erfurt)     | 367,5 kg | Rolf Gapon (BSG Fortschritt Calbe)      | 352,5 kg | Hans Wagner (BSG Stahl Artern)        | 342,5 kg |
| Halbschwergewicht (bis 82,5 kg)    | Wilhelm Ludwig (SG Dynamo Mitte Berlin) | 362,5 kg | Herbert Aquila (BSG Fortschritt Calbe)  | 347,5 kg | Siegfried Arnold (BSG Einheit Erfurt) | 342,5 kg |
| Leichtes Schwergewicht (bis 90 kg) | Richard Leopold (BSG Einheit Erfurt)    | 370,0 kg | Herbert Albrecht (BSG Motor Suhl)       | 362,5 kg | Karl Mrose (BSG Aktivist Welzow)      | 352,5 kg |
| Schwergewicht (über 90 kg)         | Fritz Lorenz (BSG Fortschritt Calbe)    | 425,0 kg | Alfred Zimmermann (BSG Motor Magdeburg) | 345,0 kg | Karl Schwägerl (Sachsen)              | 305,0 kg |